# هابنه
هابنه روستایی از توابع بخش کوهستان شهرستان تنکابن در استان مازندران ایران است.

## جمعیت
این روستا در دهستان سه‌هزار قرار دارد و جمعیت آن براساس سرشماری مرکز آمار ایران در سال ۱۳۹۵ کمتر از سه خانوار بوده‌است.